# Davis Dimock
Davis Dimock (* 17. September 1801 in Exeter, Luzerne County, Pennsylvania; † 13. Januar 1842 in Montrose, Pennsylvania) war ein US-amerikanischer Politiker. In den Jahren 1841 und 1842 vertrat er den Bundesstaat Pennsylvania im US-Repräsentantenhaus.

## Werdegang
Davis Dimock besuchte die öffentlichen Schulen in Montrose und danach die dortige Susquehanna County Academy. Nach einem anschließenden Jurastudium und seiner 1833 erfolgten Zulassung als Rechtsanwalt begann er in Montrose in diesem Beruf zu arbeiten. Außerdem wurde er im Verlagswesen tätig. Politisch wurde er Mitglied der Demokratischen Partei. Im Jahr 1834 wurde er zum Bezirkskämmerer im Susquehanna County ernannt.
Bei den Kongresswahlen des Jahres 1840 wurde Dimock im 17. Wahlbezirk von Pennsylvania in das US-Repräsentantenhaus in Washington, D.C. gewählt, wo er am 4. März 1841 die Nachfolge von Samuel Wells Morris antrat. Er konnte sein Mandat im Kongress bis zu seinem Tod am 13. Januar 1842 ausüben. Diese Zeit war von den Spannungen zwischen Präsident John Tyler und den Whigs belastet. Außerdem wurde damals bereits über eine mögliche Annexion der seit 1836 von Mexiko unabhängigen Republik Texas diskutiert.